# Kalmah
Kalmah (en carelio: «hasta la muerte» o «hasta la tumba») es una banda de death metal melódico y power metalprocedente de Oulu, Finlandia formada en el año 1998.

## Biografía
La historia de Kalmah comienza en 1991, cuando Pekka Kokko (guitarra), Petri Sankala (batería y percusión), y Anssi Seppänen (guitarra) fundan Ancestor.
Después de dos demostraciones, Antti Kokko (hermano menor de Pekka) entra a la banda para tomar lugar como guitarra líder. En 1998, después de cinco demostraciones en las cuales varían experimentando su estilo musical y cinco distintos bajistas, la banda se desintegra. Antti es reclutado entretanto en la banda Eternal Tears of Sorrow.
Sucede entonces momento de reformar la banda renombrándole por Kalmah.
Con nuevo entusiasmo, Kalmah comienza a escribir las nuevas canciones para el disco compacto promocional, Svieri Obraza. Con su rabiosa mezcla de estilos musicales (melodic death metal, thrash metal y black metal), la banda firma contrato con la discográfica Spinefarm Records, llegando a los estudios Tico-Tico con la alineación de los hermanos Pekka (voz, guitarra rítmica) y Antti Kokko (guitarra líder), Petri Sankala (batería y percusión) (Eternal Tears of Sorrow, For My Pain..., Scyron), Pasi Hiltula (teclados) (Eternal Tears of Sorrow) y Altti Veteläinen (bajo) (Eternal Tears of Sorrow, Fleshtone, To/Die/For); para comenzar a grabar su primer trabajo titulado Swamplord.
Swamplord aparece en luz pública a finales del año 2000. La banda inmediatamente comienza a ganar aficionados, creciendo notoria e increíblemente en popularidad. Presentan una pequeña serie de conciertos en Finlandia antes de comenzar trabajo con su subsecuente material discográfico.
En noviembre del año 2001 la banda regresa a los estudios Tico-Tico, grabando They Will Return.
La formación sufre una pequeña modificación, sustituyendo a Altti Veteläinen y Petri Sankala con Timo Lehtinen (Catamenia, End of You, Impish, Mythos) en el bajo, y Janne Kusmin (Catamenia, Dope Tribe Devils, Mental Voice, Soulhammer, Wrathage) en la batería y percusión, respectivamente. Con esta nueva agrupación, Kalmah obtiene lo mejor de sí, con prominentes y excelentes piezas melódicas.
En el verano del año 2002 Kalmah realiza varias giras por Europa, hasta lograr su admisión en el festival Wacken Open Air, que culmina en rotundo éxito. La banda regresa para preparar su siguiente y tercer material de estudio.
Después de mucha práctica, regresa Kalmah a Tico-Tico Studios con diez nuevas canciones, produciendo así el álbum musical titulado Swampsong; obra terminada en Finnvox.
Swampsong fue un excelente material; bien recibido tanto por admiradores como críticos en general con variadas reseñas.
Se retoman giras hasta que en el año 2004 Pasi Hiltula decide dejar la banda.
Se comienza entonces a convocar audiciones para el nuevo miembro de reemplazo. Marco Sneck (Afterworld, Poisonblack, Mental Voice, Reflexion, Stargazery, Charon, Ferocia, Marco Sneck's Chamelion, Slippery When Wet, Pekka Tapani & Avioero, Nothnegal) se integra, formando así con él un nuevo quinteto.
Con nueva sangre en las venas, Kalmah inicia preparaciones en el trabajo para su nueva obra. En noviembre del año 2005 la banda regresa a Tico-Tico para grabar lo que sería la cuarta entrega: The Black Waltz. Dicho álbum musical consta de once temas.
Kalmah regresa a los escenarios con nueva gira.
En mayo del año 2007 anuncian su quinto álbum de estudio, que es lanzado en mayo del año 2008
, su título es For the Revolution.
En noviembre del año 2009 Kalmah anuncia que ya ha finalizado el proceso de grabación para su sexta obra titulada 12 Gauge, que incluye nueve temas más una versión de la canción Cold Sweet de la banda Irlandesa de hard rock, Thin Lizzy. Se publica a la venta en 3 de marzo de 2010, además de estrenarse el tercer video en la carrera de la banda, el videoclip de la canción homónima del disco, 12 Gauge

## Estilo musical
El estilo de Kalmah se le describe como death metal melódico y power metal. Usualmente es comparada en ocasiones con otras bandas de metal finesas (Children of Bodom, Norther, Wintersun, etc.), teniendo presente un sonido fuerte y melódico. Al igual que Children of Bodom, Kalmah posee elementos de power metal acompañados de prominentes melodías en teclado y arreglos sinfónicos de manera recurrente. Además, el vocalista Pekka Kokko utiliza dos formas de canto gutural: grave y agudo. Tanto de forma simultánea como consecutiva (independientemente de cualquiera de las etapas en el trayecto de la banda).

## Miembros actuales de la banda
- Pekka Kokko: voz, guitarra (1998-presente)
- Antti Kokko: guitarra (1998-presente)
- Janne Kusmin: batería, percusión (2001-presente)
- Timo Lehtinen: bajo (2001-presente)
- Veli-Matti Kananen: teclado (2012-presente)

## Miembros pasados de la banda
- Altti Veteläinen: bajo (1998-2001)
- Petri Sankala: batería, percusión (1998-2001)
- Pasi Hiltula: teclado (1998-2004)
- Marco Sneck: teclado (2004-2011)

## Discografía

### Discos de estudio
- Swamplord (2000)
- They Will Return (2002)
- Swampsong (2003)
- The Black Waltz (2006)
- For the Revolution(2008)
- 12 Gauge (2010)
- Seventh Swamphony (2013)
- Palo (2018)
- Kalmah (2023)

### Vídeos
- Withering Away (1998)
- The Groan of Wind (2006)
- 12 Gauge (2010)
- Withering Away (1998)
- Seventh Swamphony (2013)
- Take Me Away (2018)

### Demos yEP
- Ethereal Devotion (bajo el nombre de Ancestor, 1992)
- Material World God (Ancestor, 1993)
- With No Strings Attached (Ancestor, 1996)
- Tomorrow (Ancestor, 1997)
- Under the Burbot's Nest (Ancestor, 1998)
- Svieri Obraza (promo, 1999)

## Versiones
- Skin o' My Teeth, Megadeth (álbum: They Will Return)
- Cold Sweet, Thin Lizzy (álbum: 12 Gauge)